# Independența (Galați)
Independența is een Roemeense gemeente in het district Galați.
Independența telt 4776 inwoners.